# Ensemble Alte Musik Dresden
Das Ensemble Alte Musik Dresden war von 1993 bis 2006 ein Instrumentalistenensemble aus Dresden.

## Geschichte
Im Jahr 1986 gründeten Mitglieder der Dresdner Philharmonie das Ensemble broken consort. Ihr Ziel war es, sich abseits vom Orchesteralltag, auf historischen Instrumenten der Aufführung Alter Musik zu widmen. Nach der Maueröffnung und der Wiedervereinigung Deutschlands 1989/90 ergaben sich für die Musiker neue Entfaltungsmöglichkeiten.
Im Zusammenhang mit einer vielbeachteten Aufführung von Claudio Monteverdis Vespro della Beata Vergine 1993 in Dresden gründete sich aus den Musikern das Ensemble Alte Musik Dresden unter Leitung von Norbert Schuster. Regelmäßig wurden von nun an in großen Instrumental- und Vokalbesetzungen verschiedene Stücke der Alten Musik präsentiert. Dabei lag der Fokus sowohl auf Werken unbekannter Meister als auch auf unbekannten Werken großer Komponisten. Eine enge Zusammenarbeit bestand mit zahlreichen Solisten und wichtigen Dresdner Ensembles wie dem Dresdner Kammerchor und dem Dresdner Barockorchester.
Im Jahr 2006 schloss sich das Ensemble mit der Cappella Sagittariana unter der Leitung von Norbert Schuster zur Cappella Sagittariana Dresden zusammen.

## Diskografie
- 1995: Musik am Hofe derer von Bünau. (Sächsische Musiklandschaften im 16. und 17. Jahrhundert I.) Raumklang, RK 9403.
- 1996: Claudio Monteverdi: Vespro della Beata Vergine. Raumklang RK 9605.
- 1996: „Lusatia superior“: Musik im Oberlausitzer Sechsstädtebund. (Sächsische Musiklandschaften im 16. und 17. Jahrhundert II.) Raumklang, RK 9602.
- 1999: Heinrich Schütz: Der Schwanengesang, SWV 482–494. Raumklang, RK 9903.
- 2000: Siehe, meine Freundin, du bist schön. Raumklang RK 9706.
- 2003: Tag der Mitteldeutschen Barockmusik 2001: Musik aus der Ratsschulbibliothek Zwickau. Kamprad, VKJK 0315.